# Mansour Ojjeh
Mansour Akram Ojjeh (n. 25 septembrie 1952, Geneva, Geneva, Elveția – d. 6 iunie 2021, Geneva, Geneva, Elveția) a fost un om de afaceri și antreprenor francez, născut în Arabia Saudită, care a deținut în proprietate compania TAG precum și 30% din acțiunile echipei de Formula 1 McLaren.